# Atentados de Bombay de 2008
Los atentados de noviembre de 2008 en Mumbay fueron doce ataques terroristas coordinados en la capital financiera de la India, Bombay. 173 personas murieron, incluyendo 30 extranjeros, y 327 resultaron heridas. Los ataques fueron hechos en el Mumbai Sur, en la atestada Estación Chhatrapati Shivaji; tres hoteles cinco estrellas, el Oberoi Trident, Taj Mahal Palace & Tower; el Leopold Cafe, un restaurante turístico y en la sede del departamento de policía del sur de Bombay.
El Gobierno Indio atribuye esta cadena de atentados al grupo terrorista con sede en Pakistán Muyahidines del Decán. Otros medios no oficiales atribuyen estos atentados al grupo terrorista con sede en Pakistán Lashkar-e-Toiba-Jamaat ud Dawa il al Quran al Sunnat.
Armados con fusiles de asalto AK-47, dos terroristas entraron a la estación ferroviaria y empezaron a disparar y tirar granadas, matando al menos a diez personas. Se informó que dos terroristas tenían quince rehenes, entre ellos siete extranjeros, en el hotel Taj Mahal. Cuarenta personas estaban siendo retenidas como rehenes en el Oberoi Trident hotel. Las explosiones provocaron que ambos hoteles se incendiaran y los bomberos no pudieron acercarse al hotel y apagar las llamas debido a la presencia de terroristas armados, que fueron rodeados por los comandos de Fuerza de Acción Rápida. También se avisaron de explosiones de baja intensidad en Vile Parle y un ataque de granada en Santa Cruz. Dos explosiones fueron comunicadas  en el área de la calle de Napean Sea, del Sur de Mumbai; también una patrulla fue destruida por una explosión. Todos los trenes locales del Ferrocarril de Cercanías de Bombay fueron suspendidos.
Debido al aparente ataque contra británicos, estadounidenses, y judíos, el número de militantes envueltos, la cantidad de equipos que utilizaron y el patrón de coordinación de los ataques, varios periodistas y analistas de los medios de comunicación especularon que grupos terroristas islámicos pudieron haber sido los responsables. El primer ministro Manmohan Singh dijo de los ataques probablemente tenían «vínculos externos», creyendo que el ataque no podría haber ocurrido con éxito sin ayuda exterior. Algunos medios de comunicación atribuyeron estos ataques terroristas a Lashkar-e-Taiba, un grupo islámico militante de Pakistán. Según algunos informes de prensa, un terrorista con rehenes en el hotel Oberoi dijo a un canal de TV indio que querían que todos los muyahidin encarcelados en la India fueran liberados antes de liberar a los rehenes. También indicó que había siete terroristas con los rehenes en ese lugar. Otros informes indicaron que esta demanda se hizo a través de un rehén en Nariman House, en una llamada al consulado israelí en Nueva Delhi.
La operación fue reivindicada por un grupo islamista poco conocido, Deccan Mujahideen («Muyahidines del Decán»), en un correo electrónico enviado a varios medios, según la agencia Press Trust of India. En septiembre, la organización yihaidista de los Muyahidín Indios avisó de los ataques. Según un testigo, los terroristas estaban buscando como objetivo principal a los ciudadanos con pasaportes británicos y estadounidenses.
El secretario de estado de Maharashtra, Bipin Shrimali, anunció que la policía mató a cuatro de los terroristas cuando intentaban fugarse en autos en dos incidentes separados, y el ministro estatal, R. R. Patil, dijo que nueve sospechosos habían sido arrestados.

## Ubicación
| Ubicación                                        | Tipo de ataque |
| ------------------------------------------------ | --- |
| Estación Chhatrapati Shivaji                     | Tiroteos, granadas. |
| Sede de la policía del Sur de Bombay             | Tiroteos. |
| Leopold Café, Colaba                             | Tiroteos. |
| Hotel Taj Mahal Palace & Tower                   | Tiroteos, seis explosiones, incendio en la azotea, rehenes, se encontró cerca RDX.                                                 |
| Hotel Oberoi Trident                             | Tiroteos, explosiones, rehenes, incendio. Operado por Oberoi Hotels & Resorts                                                      |
| Recepción de Mazagaon                            | Explosión, barco con armamento incautado.                                                                                          |
| Hospital Cama                                    | Tiroteos, rehenes. |
| Edificio Nariman House. Casa de Jabad en Bombay. | Asedio, tiroteo, y toma de rehenes. Edificio utilizado como centro social y cultural por la organización jasídica Jabad-Lubavitch. |
| Suburbio de Vile Parle, Norte de Bombay          | Coche bomba. |
| Girgaum Chowpatty                                | 2 terroristas fueron detenidos. |
| Tardeo                                           | 2 terroristas fueron arrestados.                                                                                                   |
| Metro                                            | Tiroteo desde un coche. |

## Detalles

### Eventos
Los ataques de noviembre en Bombay comenzaron alrededor de las 21:50 del 26 de noviembre, cuando se escucharon disparos en el interior del Leopold Cafe en Colaba. Después, armados con fusiles AK, dos terroristas entraron en la estación de pasajeros de la estación Chhatrapati Shivaji alrededor de las 22:30. Abrieron fuego y lanzaron granadas, matando al menos a diez personas. Dos terroristas mantuvieron como rehenes a quince personas, incluyendo a siete extranjeros, en el hotel Taj Mahal. CNN Informó a las 23:00 que la situación de los rehenes en Taj había sido resuelta y citaron que el jefe de policía del estado de Maharashtra, al decir que todos los rehenes habían sido liberados, sin embargo, luego se supo que aún había rehenes dentro del hotel. También se dieron cuenta de cuarenta personas secuestradas en el hotel Oberoi Trident. Seis explosiones fueron reportadas en el hotel Taj y una en el hotel Oberoi Trident. Se anunció que el hotel Taj Mahal cayó bajo el control del gobierno a eso de las 04:22. Ambos hoteles estaban en llamas y los comandos de la Fuerza de Acción Rápidas estaban en el lugar. Para el 27 de noviembre todos los terroristas estaban fuera del hotel Taj, y la policía y los bomberos estaban trabajando para rescatar a más de 50 personas atrapadas dentro. También se registraron varias explosiones de baja intensidad en el Vile Parle y un ataque con granadas en Santa Cruz. Dos explosiones se registraron en la zona de Nepean Sea Road del sur de Bombay, y una gasolinera fue impactada por una explosión. Los trenes locales del Ferrocarril de Cercanías de Bombayen el Ferrocarril Occidental siguieron operando, mientras que en el Ferrocarril Central tuvieron que ser suspendidos. Durante el asedio se registraron más explosiones en el Oberoi. Mientras tanto, la policía capturó un barco lleno de armas y explosivos ancladas en el muelle Mazgaon fuera del puerto de Bombay.[cita requerida]
Cerca de 65 comandos del Ejército y 200 comandos de la Guardia de Seguridad Nacional (GSN) y de MARCOS fueron enviados a Bombay. El ejército informó de que irrumpieron en los hoteles para tratar de sacar a los secuestradores.
Un número de delegados de la Comisión de Comercio Internacional del Parlamento Europeo se encontraban en el hotel Taj Mahal cuando fue atacado. El británico eurodiputado Sajjad Karim (se encontraba en el vestíbulo cuando hombres armados abrieron fuego en el hotel) y la Social Demócrata alemana, Erika Mann fueron los últimos en salir después de que estuvieran escondidos en diferentes partes del edificio. También se informó que el actual diputado español de CiU Ignasi Guardans, estaba escondido en una habitación del hotel. Otro diputado conservador británico, Syed Kamall, informó que junto con otros diputados, salieron del hotel y se dirigieron a un restaurante cercano, poco antes del ataque. Kamill también indicó que creía que el diputado polaco al Parlamento Europeo, Jan Masiel, se encontraba dormido en su habitación cuando se produjeron los ataques. Él no salió de su habitación durante un largo tiempo pero finalmente logró dejar el hotel. Los diarios Kamil y Guardans informaron que un eurodiputado húngaro del asistente recibió un disparo.
La cadena de atentados también sorprendió a la política española Esperanza Aguirre, expresidenta de la comunidad de Madrid cuando fue a registrarse en el hotel Oberoi donde se produjo el atentado, pero escapó por la parte trasera que da a la cocina del hotel. A su llegada a España en un comunicado declaró que no vio terroristas y tan «sólo había sangre por todas partes» También el primer ministro hindú, N. N. Krishnadas de Kerala, se encontraba en el restaurante del Taj hotel.
The New York Times informó que los terroristas habían tomado varios rehenes en el edificio Nariman House, una construcción usada por la organización jasídica judía Jabad-Lubavitch. Nariman House era una Casa de Jabad ubicada en Bombay. Jabad-Lubavitch también expresó sus preocupaciones por sus representantes en Bombay, el Rabino Gavriel Holtzberg y su esposa, Rivka Holtzberg, porque ambos se encontraban desaparecidos, pero en aquel momento se creía que los terroristas los habían tomado como rehenes. Según el periódico Times of India, la Federación Hindú Judía informó que un rabino y su familia habían sido tomados como rehenes en el edificio Nariman House, la delegación de Jabad en Bombay. El Rabino Gavriel Holtzberg y su esposa Rivka, embarazada de seis meses, fueron asesinados por los terroristas, junto con cuatro personas más, dentro del edificio Nariman House. El Times Online reportó sobre el escape del Sir Gulam Noon de la Orden del Imperio Británico en como se escapó del hotel Taj Mahal Hotel.
El secretario de estado de Maharashtra, Bipin Shrimali, anunció que la policía había matado a cuatro hombres armados cuando intentaban huir en dos vehículos en incidentes separados, y el ministro de estado, R. R. Patil, dijo que nueve sospechosos habían sido detenidos.
Como resultado de este incidente, todas las escuelas, colegios y la mayoría de las oficinas, incluida la Bolsa y Bolsa de Valores Nacional de Bombay permanecieron cerradas el 27 de noviembre de 2008. Películas de tiroteo de Bollywood y series de TV también fueron suspendidas.
Los terroristas se dice que llegaron en barco, a través de rutas marítimas desde Karachi en Pakistán. Esto llevó a la Armada india y guardacostas para comenzar a buscar buques en las fueras de la costa occidental de la India. La policía de Gujarat dijo que los ataques terroristas fueron similares a los del atentado del Templo Akshardham en 2002.
Bombay ha sufrido de una ola de ataques con bombas en los últimos años. La mayoría han sido atribuidos a militantes islamistas, aunque la policía también ha detenido a sospechosos extremistas musulmanes en la cual creen que están detrás de algunos de los ataques.
Según informes de la Policía india, el ejército indio liberó a los rehenes del hotel Taj Mahal y del Oberoi Trident, que estaban en manos de los terroristas, pero un centro de rezo judío permanecía sitiado.

### Responsables de los atentados
La operación fue reivindicada por un grupo islamista poco conocido, los Muyahidines del Decán, en un correo electrónico enviado a varios medios. En septiembre, el Indio Mujahideen había avisado de futuros ataques. El mensaje decía “tú estas en nuestra lista negra y esta vez muy, muy seriamente.” Según un testigo, los terroristas estaban buscando como objetivo principal los ciudadanos con pasaportes británicos y estadounidenses y dejando en paz a los otros, como un hombre que se hizo pasar por italiano. A la misma vez, The Independent reportó que "los atacantes eran jóvenes de Asia meridional de habla hindi o urdu, lo que sugiere que probablemente eran miembros de un grupo militante indio en lugar de extranjeros".
Algunos medios de comunicación han atribuido estos ataques terroristas a Lashkar-e-Taiba, un grupo de militantes islámicos de Pakistán. El diario The New York Times ha declarado que los expertos en seguridad internacional "señalaron como un blanco sobre" el grupo Muyahidines del Decán, con un analista de un etiquetándolo como "frente nombre". Sí Lashkar-e-Taiba estaba envuelto, el ataque podría tener influencia de al Qaeda. Lashkar-e-Taiba desmiente cualquier participación. Sky News informó de que uno de los terroristas gritó "¿Sabe usted cuántas personas han sido asesinadas en Cachemira? ¿Es usted consciente de la forma en que su ejército ha matado a los musulmanes?" hablando con un acento pakistaní. The Guardian empezó con la especulación acerca de Al-Qaida". Un profesor de la Universidad St Andrews citó al diario The Telegraph argumentando de que "Al-Qaida estableció el plan de operaciones terroristas y ahora vemos diferentes personas, diferentes grupos en diferentes partes del mundo, haciendo lo mismo." Muchos analistas dijeron que los atentados de noviembre eran más probable de se habían llevado a cabo por indígenas, la India culpó a los grupos extremistas indios de una serie de atentados con bomba al principio de este año en vez de vincularlo con los pakistaníes.
Un funcionario de la Marina India se negó a descartar la posibilidad de que los ataques estaban relacionados con actividades regionales de piratería, en el contexto de su drástico aumento en los últimos años.
El 7 de diciembre de 2008 dos hombres fueron detenidos por proporcionar tarjetas de teléfonos móviles a los terroristas.

### Fallecidos
| Nacionalidad   | Muertos | Heridos |
| -------------- | ------- | ------- |
| Estadounidense | 4       | 2       |
| Australiano    | 4       | 2       |
| Británico      | -       | 7       |
| Canadiense     | 2       | 2       |
| Alemán         | 3       | 3       |
| Indio          | 141     | 256     |
| Italiano       | 2       | -       |
| Japonés        | 1       | 1       |
| Israelí        | 4       | -       |
| Francés        | 2       | -       |
| Singapurense   | 1       | -       |
| Omaní          | -       | 2       |
| Filipino       | -       | 1       |
| China          | -       | 1       |
| Español        | -       | 2       |
| Finés          | -       | 1       |
| Noruego        | -       | 1       |
| Jordano        | 1       | -       |
| Tailandés      | 1       | -       |
| Mexicano       | 1       | -       |
| Malayo         | 1       | -       |
| Mauriciano     | 1       | -       |
| Holandés       | 1       |         |
| Austriaco      | -       | 1       |
| Chipriota      | 1       | -       |
| Ruso           | 1       |         |

Al menos 188 fueron asesinadas en los ataques y 293 resultaron heridas. Siete británicos, dos estadounidenses y tres australianos estuvieron entre los heridos. Entre los muertos se encuentran 81 civiles de nacionalidad india, 14 policías y 6 extranjeros, incluyendo a un japonés, un australiano, un británico, un canadiense, un italiano y un alemán.
 Además, nueve terroristas murieron y otros nueve fueron detenidos. Según el Alto Comisario británico en la India, Sir Richard Stagg, siete británicos resultaron heridos en los ataques terroristas y un muerto. Once otros extranjeros de diferentes nacionalidades resultaron heridas en los ataques y fueron llevadas al Bombay Hospital. Las fuentes del Hospital dijeron que los heridos son extranjeros procedentes de Australia, EE. UU., Noruega, España, Canadá y Singapur. Sin embargo, el Ministerio de Relaciones Exteriores de Singapur sostiene que ningún ciudadano de Singapur ha sido herido en los ataques. Tres estadounidenses y dos australianos fueron reportados entre los heridos.
De acuerdo con Maharashtra ministro Principal, Vilasrao deshmukh, catorce policías fueron sido asesinados, incluyendo los siguientes funcionarios de alto perfil:
- Jefe del Grupo Antiterrorista de Bombay: Hemant Karkare,[76] quien encabezaba el equipo de investigaciones del políticamente sensible atentados de Malegaon de 2006. Karkare también había venido recibiendo amenazas de muerte recientemente,[77] incluyendo una amenaza de bomba a su residencia, pero no se sabe si estos incidentes tienen que ver con su muerte.[78]
- Comisario de la Policía : Ashok Kamte[76]
- Especialista de encuentro: Vijay Salaskar[76]

Tres funcionarios de la estación ferroviaria también fueron asesinados en los ataques terroristas.
El Gobierno de Maharashtra anunció una indemnización los familiares de los muertos en los ataques terroristas y Rs.50.000 a los heridos graves.
Al menos una fuente de los medios de comunicación (prensa Trust de la India, publicado en NDTV.com) estuvo reportando informes de muertes de más de 280 el 27 de noviembre.

## Cobertura
Los ataques de Bombay acamparon una creciente importancia en los medios de comunicación y del periodismo ciudadano en la forma en que se informaban de los acontecimientos. Muchas personas que cubrían el evento en sitios web como Twitter y Flickr, en la cual son muy famosos en la búsqueda de etiquetas como "#Bombay" y "#ataque". Muchos "blogeros" hindúes inclusive reportaban los sucesos en blog en vivo. También se creó un mapa de los ataques usando Google Maps. La enciclopedia en línea Wikipedia también fue citada por sus informes más detallados y actualizaciones más rápidas cambios en comparación con los medios de comunicaciones tradicionales.
Documental 2009: Terror in Bombay (26-29 de noviembre de 2008), Traducido al español como Terror en Bombay (26-29 de noviembre de 2008).
Documental 2009: Surviving Mumbai: Se basa en el documental de 2009 Surviving Mumbai sobre los atentados de Bombay de 2008 en el Taj Mahal Palace Hotel en India, traducido al español como Sobrevivir a Bombay.
Los Atentados de Bombay de 2008 fueron llevados al cine en la película: Hotel Mumbai, es una película de suspenso de 2018 dirigida por Anthony Maras y escrita por John Collee y Maras. Se basa en el documental de 2009 Surviving Mumbai sobre los atentados de Bombay de 2008 en el Taj Mahal Palace Hotel en India. Es protagonizada por Dev Patel, Armie Hammer, Nazanin Boniadi, Anupam Kher, Tilda Cobham-Hervey, Jason Isaacs, Suhail Nayyar y Natasha Liu Bordizzo.

## Reacciones

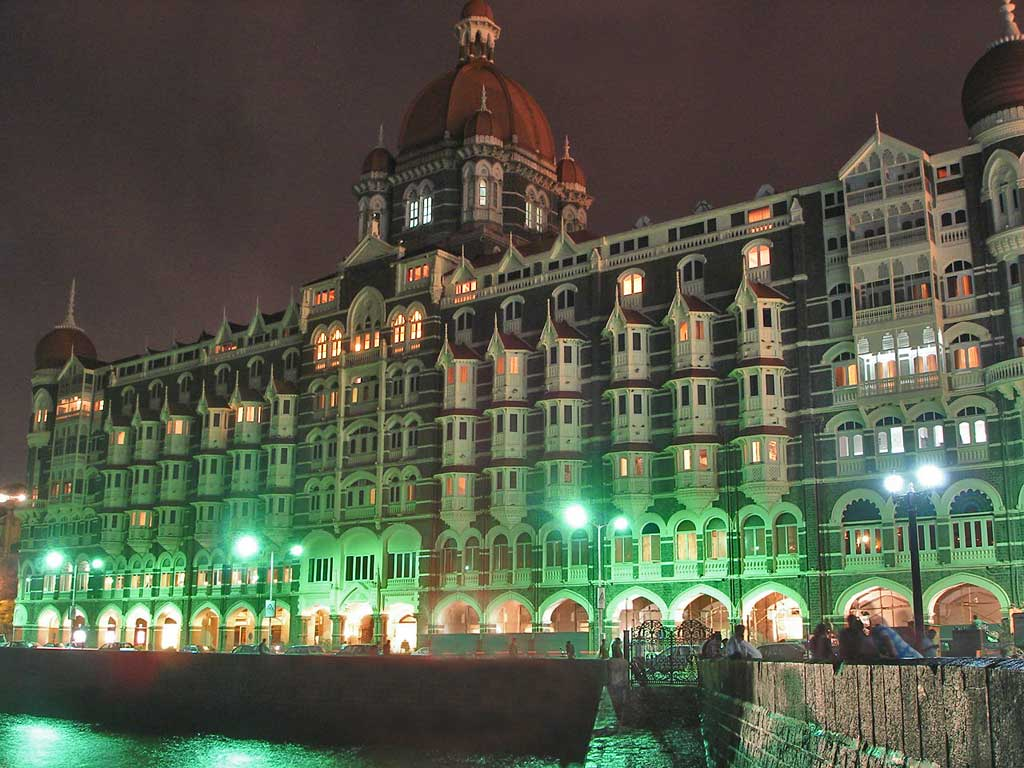
Fachada del hotel de cinco estrellas Taj Mahal Palace & Tower, donde se secuestraron varios rehenes.

En una conferencia televisada, el primer ministro Manmohan Singh dijo que la India "irá detrás" de los individuos y organizaciones que estén tras los ataques terroristas, los cuales estuvieron muy "bien planificados con sus vínculos externos". Además, añadió: "Los ataques, probablemente tenían vínculos externos y, por la elección de objetivos de alto perfil y el haber matado indiscriminadamente a inocentes extranjeros, lo que pretendían era crear un sentimiento de pánico". El líder de la oposición LK Advani pidió al pueblo de la India a permanecer unidos durante este tiempo de emergencia.
Los ataques en Bombay acapararon una fuerte respuesta de los dirigentes de todo el mundo, expresando su gran condena y repudio de los actos de terrorismo y condolencias a los familiares de los fallecidos. El Congreso del gobierno negó una oferta de la Inteligencia israelí para ayudar en la investigación de los ataques.
Varios países occidentales, incluidos los EE. UU., el Reino Unido, Australia, Francia y Canadá, aconsejaron a sus ciudadanos aplazar sus viajes a Mumbai, en un corto plazo (48-72 horas).
EL Parlamento Europeo aprobó una resolución por unanimidad expresando su gran condena y repudio de los actos de terrorismo y condolencias a los familiares de los fallecidos por los Atentados de Bombay de 2008.

### Reunión de seguridad
El jueves 27 de noviembre, el primer ministro de Gujarat Narendra Modi mantuvo una reunión donde se habló de la seguridad en los muelles a lo largo de la costa. Al concluir el mitin se anunciaron las decisiones tomadas para mejorar la seguridad:
- Aumentar el número de comisarías de 10 a más 50 (ciudades con 1 millón de habitantes o más una comisaría por distrito. Localidades de 250.000 a 999.999 mínimo una comisaría).
- Incrementar el número de agentes de policía desde 250 hasta 1500.
- Adquirir 30 modernas embarcaciones de vigilancia.
- Crear un cuerpo de élite antiterrorista operativo en menos de 30 minutos en cualquier parte de la nación de la India (28 estados, 8 territorios y toda Cachemira y regiones limítrofes con la India) este cuerpo está totalmente operativo desde 1 de enero de 2010. (En España equivaldría a El Grupo Especial de Operaciones (GEO) y El Centro Nacional de Inteligencia (CNI))

## Consecuencias
- A raíz de los atentados, presentaron su renuncia el ministro del Interior, Shivraj Patil, y el consejero de Seguridad Nacional, M. K. Narayanan, si bien a este último el primer ministro Singh le pidió reconsiderar su decisión.[94]
- Crear un cuerpo de élite antiterrorista operativo en menos de 30 minutos en cualquier parte de la nación de India (28 estados, 8 territorios y todo el territorio de Cachemira y regiones limítrofes con la India) este cuerpo está totalmente operativo desde 1 de enero de 2010.
- Asimismo, el gobierno indio anunció la creación de una Agencia Federal de Investigación y la ampliación de las fuerzas antiterroristas.[94] Esta agencia está totalmente operativo desde 1 de enero de 2010. (En España equivaldría al Centro Nacional de Inteligencia (CNI))